# Alexandre Picquet
Charles Adolphe Alexandre Picquet, né à Mons le 21 juin 1798 et mort à Mons le 5 mai 1864, est un homme politique belge.

## Biographie
Charles Adolphe Alexandre Picquet est le fils d'Alexandre Joseph Célestin Picquet, marchand à Mons, et de Marie Françoise Charlotte Deghistelle.
Marié avec Désirée Legrand, fille du négociant Alexandre Legrand, il est le beau-père de Frédéric Bayet et du comte Olivier Poullain de Saint-Foix.
Après ses études secondaires au collège de Mons, il fait son droit à l'Université de Liège, obtenant son doctorat en droit, avec une thèse intitulée Dissertatio inauguralis juridica de liberis naturalibus et ex nefando coitu natis, le 21 juillet 1818. Il fait son stage d'avocat auprès de Jean-François-Joseph Dolez.
Avocat au barreau de Mons, membre du conseil de discipline de l'ordre, il en devient président à plusieurs reprises. Il est auditeur militaire de la Province du Hainaut (1835-1839) et administrateur de la Société générale de Belgique (1837-1838).

## Fonctions et mandats
- Membre du Congrès national : 1830-1831
- Conseiller communal de Mons : 1840-1857
- Bâtonnier de l'ordre des avocats de Mons

## Sources
- Léopold DEVILLERS, Charles Adolphe Alexandre Picquet in: Biographie nationale de Belgique, T. XVII, Brussel, 1903, col. 391-392)